# Casearia nigricolor
Casearia nigricolor Sleumer – gatunek rośliny z rodziny wierzbowatych (Salicaceae Mirb.). Występuje naturalnie w Peru oraz Boliwii. 

## Morfologia
PokrójZrzucający liście krzew dorastający do 2–5 m wysokości.
LiścieBlaszka liściowa jest niemal siedząca i ma kształt od owalnie podługowatego do podługowatego. Mierzy 8,5–16 cm długości oraz 4–7,5 cm szerokości, jest ząbkowana na brzegu lub niemal całobrzega, ma zaokrągloną nasadę i stłumiony wierzchołek.
KwiatySą zebrane po 15–20 w pęczki, rozwijają się w kątach pędów. Mają 5 działek kielicha o owalnie podługowatym kształcie i dorastających do 3 mm długości. Kwiaty mają 10 pręcików.